# Familjen Andersson (TV-serie)
Familjen Andersson är en svensk TV-serie från 2023 i regi av Peter Dalle som bygger på böckerna om Sune av Anders Jacobsson och Sören Olsson.
Serien hade premiär på SVT den 25 augusti 2023. En andra säsong hade premiär den 12 juli 2024.

## Handling
Serien handlar om familjen Andersson och deras vardag i den lilla staden Glimmerdagg.

## Rollista
- Filip Berg – pappa Rudolf Andersson
- Liv Mjönes – mamma Karin Andersson
- Olle Einarsson – Sune Andersson
- Laura Lindkvist – storasyster Anna Andersson
- Folke Axelsson Schulman – lillebror Håkan Andersson
- Per Andersson – Ragnar Blixt, granne
- Julia Dufvenius – Yvonne Blixt, granne
- Sven Nordin – Oddvar, granne
- Noé Mainetti – Pär
- Emma Nogo – Sophie
- Ola Forssmed – Linus, kollega
- Lisette Pagler – Esmeralda, kollega
- Rojan Telo – Patrick, kollega
- Peter Dalle – Emil
- Sussie Ericsson – Patricia
- Johan Widerberg – Morgan
- Per Svensson – farfar Karl
- Emma Peters – My
- Vanna Rosenberg – arg kvinna
- Måns Nathanaelson – Po
- Peter Viitanen –  Olle
- Per Ragnar – Åke

## Produktion
Serien producerades av Unlimited Stories i samproduktion med SVT och Film i Väst. Första säsongen spelades in hösten 2022 i Västra Götalandsregionen.